# Мазур, Владимир Александрович
Владимир Александрович Мазур (24 июля 1945, Попадинка Псковской области — 16 марта 2021) — советский режиссёр, сценарист, актёр и прозаик.

## Из биографии
Родился 24 июля 1945 года в селе Попадинка Псковской области.
В 1970 году окончил факультет романо-германской филологии Киевского университета.
В 1977 году окончил ВГИК (сценарный факультет). Мастерская Е. Григорьева.

## Фильмография
- 1977 — «Струны для гавайской гитары» (короткометражный) — сценарист
- 1982 — «Таможня» — сценарист
- 1984 — «Груз без маркировки» — сценарист
- 1991 — «Афганец»— сценарист, режиссёр
- 1994 — «Афганец-2» — сценарист, режиссёр, актёр
- 1996 — «Операция» Контракт" (актер)

## Проза
- Парашютный шелк Повести. — К.: Молодежь, 1982
- Граница у трапа: Повести. Сборник. — К.: Советский писатель, 1985
- Времена года: повесть, рассказы. — К.: Молодежь, 1987